# Macquaria
Macquaria is een geslacht van straalvinnige vissen uit de familie van zaagbaarzen (Percichthyidae).

## Soorten
- Macquaria ambigua (Richardson, 1845)
- Macquaria australasica Cuvier, 1830
- Macquaria chimaria Blome, 2002
- Macquaria colonorum (Günther, 1863)
- Macquaria novemaculeata (Steindachner, 1866)